# Église Saint-Blaise de Verdun (Ariège)
Pour les articles homonymes, voir Église Saint-Blaise.
L'église Saint-Blaise de Verdun (Ariège) est un édifice de style roman du XIIe siècle sur la commune de Verdun, dans le département de l'Ariège, en région Occitanie.

## Description
Érigée au XIIe siècle, c’est une église romane à trois nefs prolongées par une abside et deux absidioles couronnées par des bandes dites lombardes. La bande lombarde se compose d'une série d'arcatures en demi-cercle.
Elle contient des peintures murales des XVIIe et XVIIIe siècles qui ont été restaurées dans les années 1980.

## Localisation
Elle se trouve au Barry-d'en-Haut, dans la partie haute du village à 580 m d'altitude, à proximité du ruisseau des Moulines.

## Historique
Construite par l'abbaye de Cluny au XIIe siècle, elle fut ensuite dévolue à l'abbaye Saint-Volusien de Foix. Elle est en partie reconstruite en 1701, à la suite de l’inondation par le torrent des Moulines en 1613 à l'origine d'importants dégâts répétés sur le village.
L'église fait l'objet d'un classement au titre des monuments historiques par arrêté du 24 février 1910.

## Mobilier
De nombreux objets sont référencés dans la base Palissy (voir les notices liées).

## Galerie

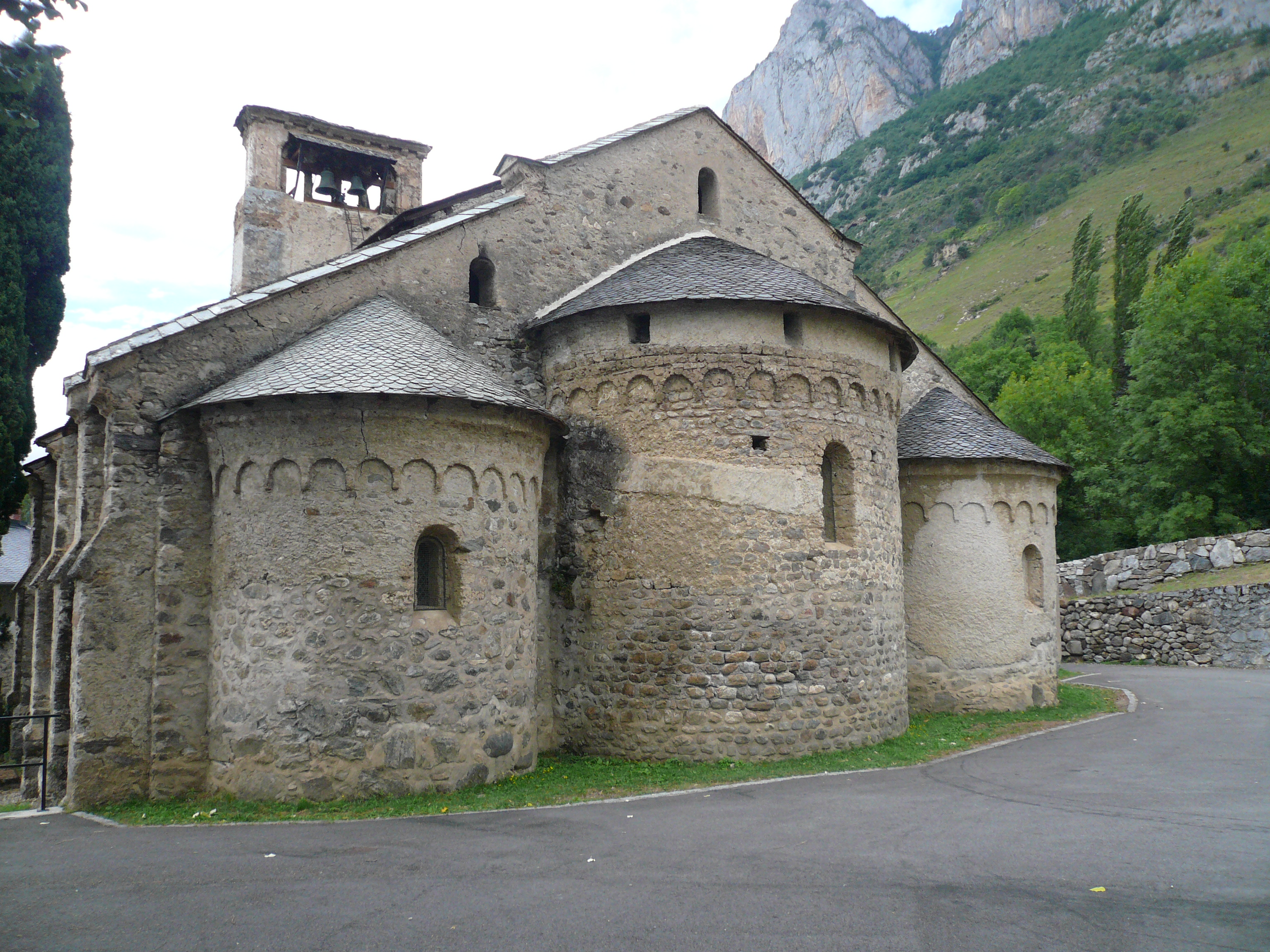
Le chevet.
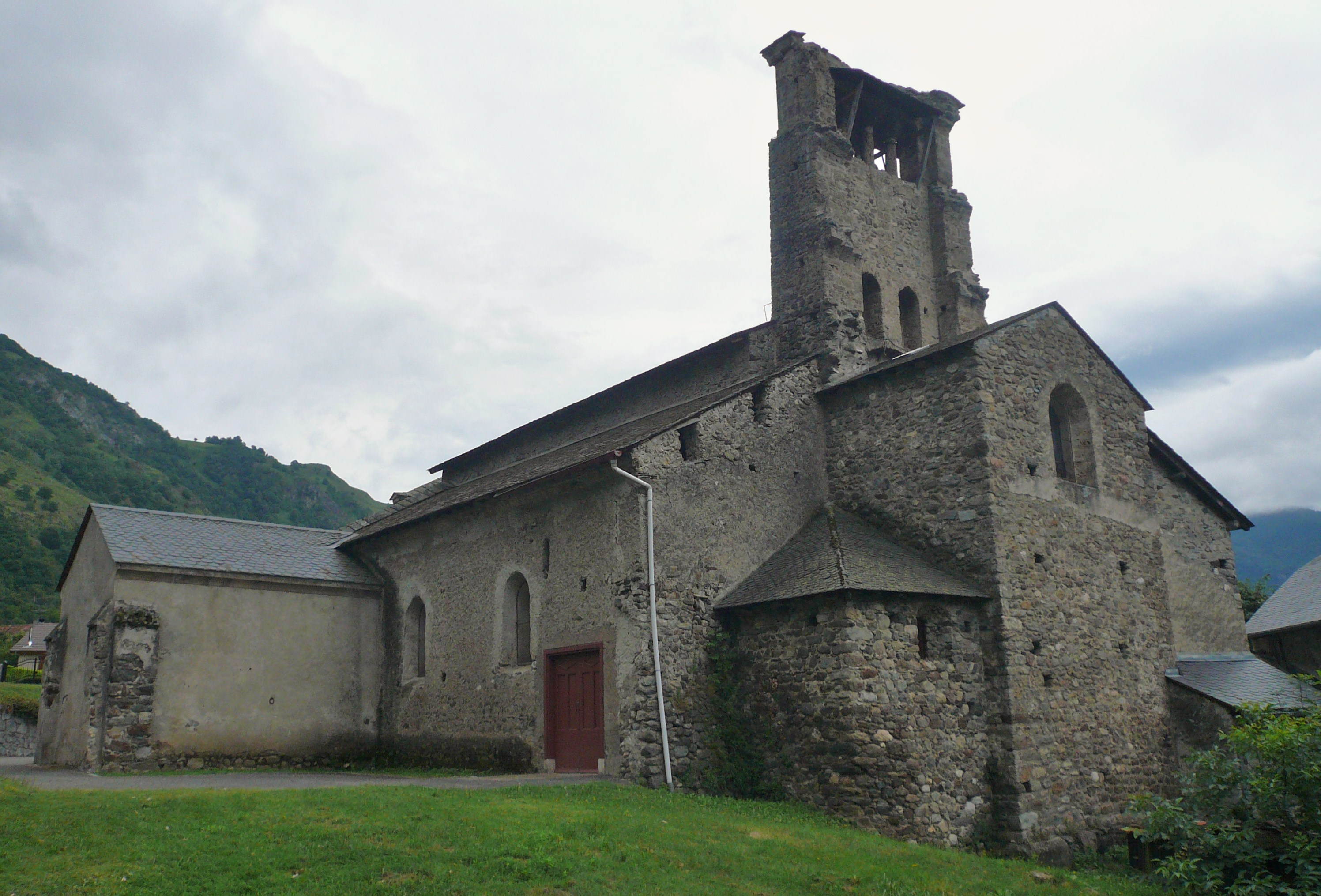
Le clocher.
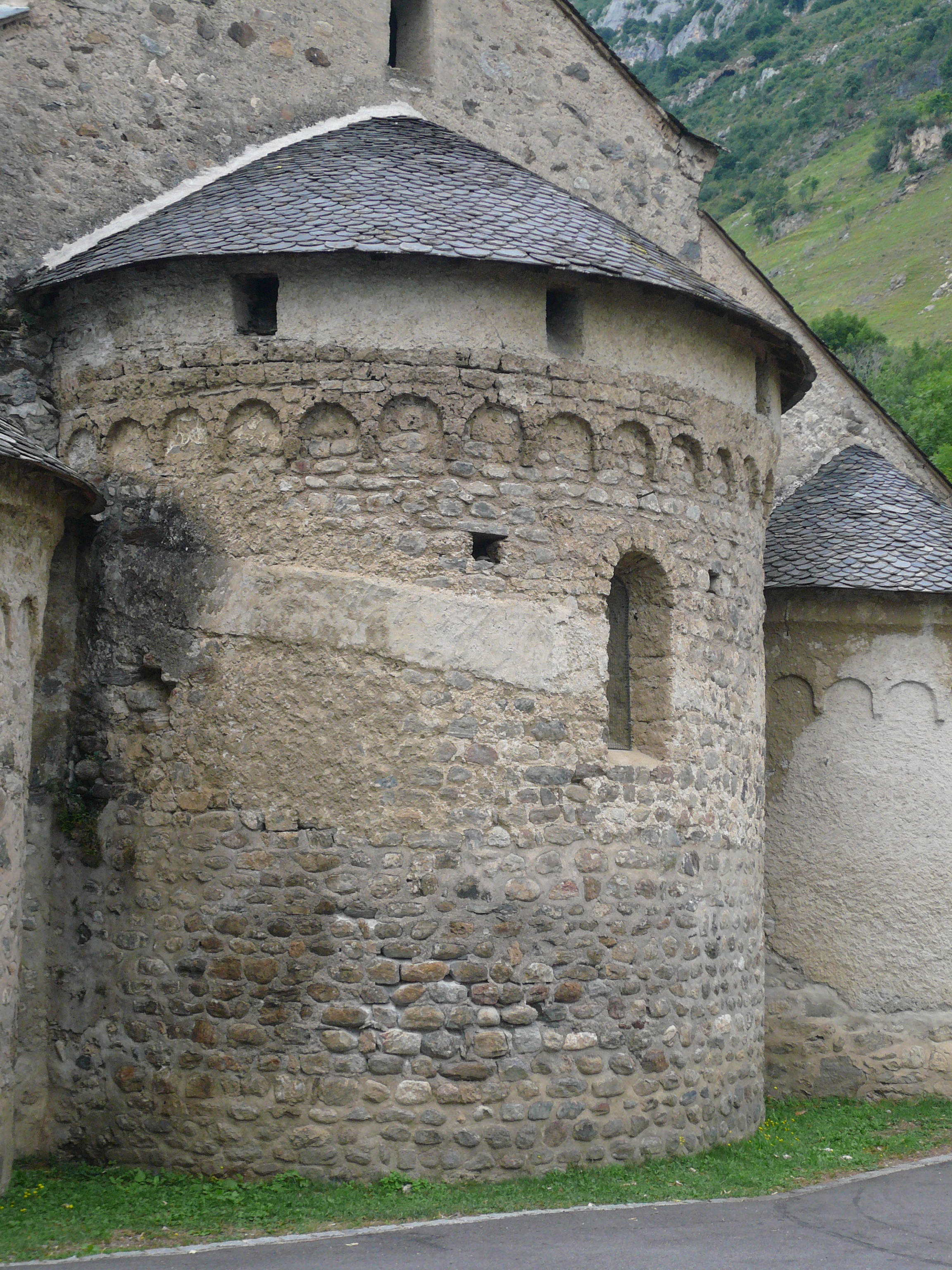
L'abside avec bande lombarde.
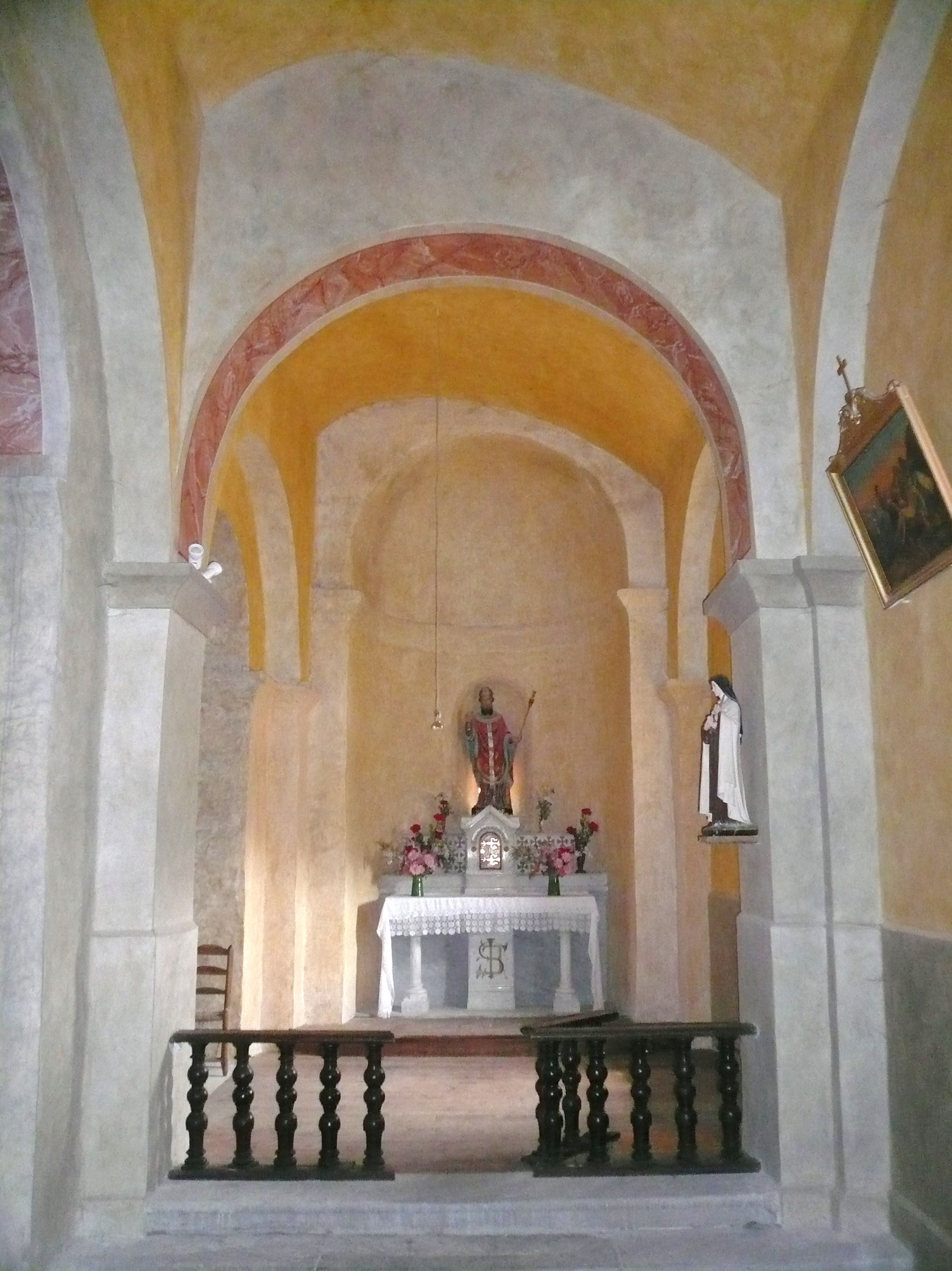
La chapelle sud.
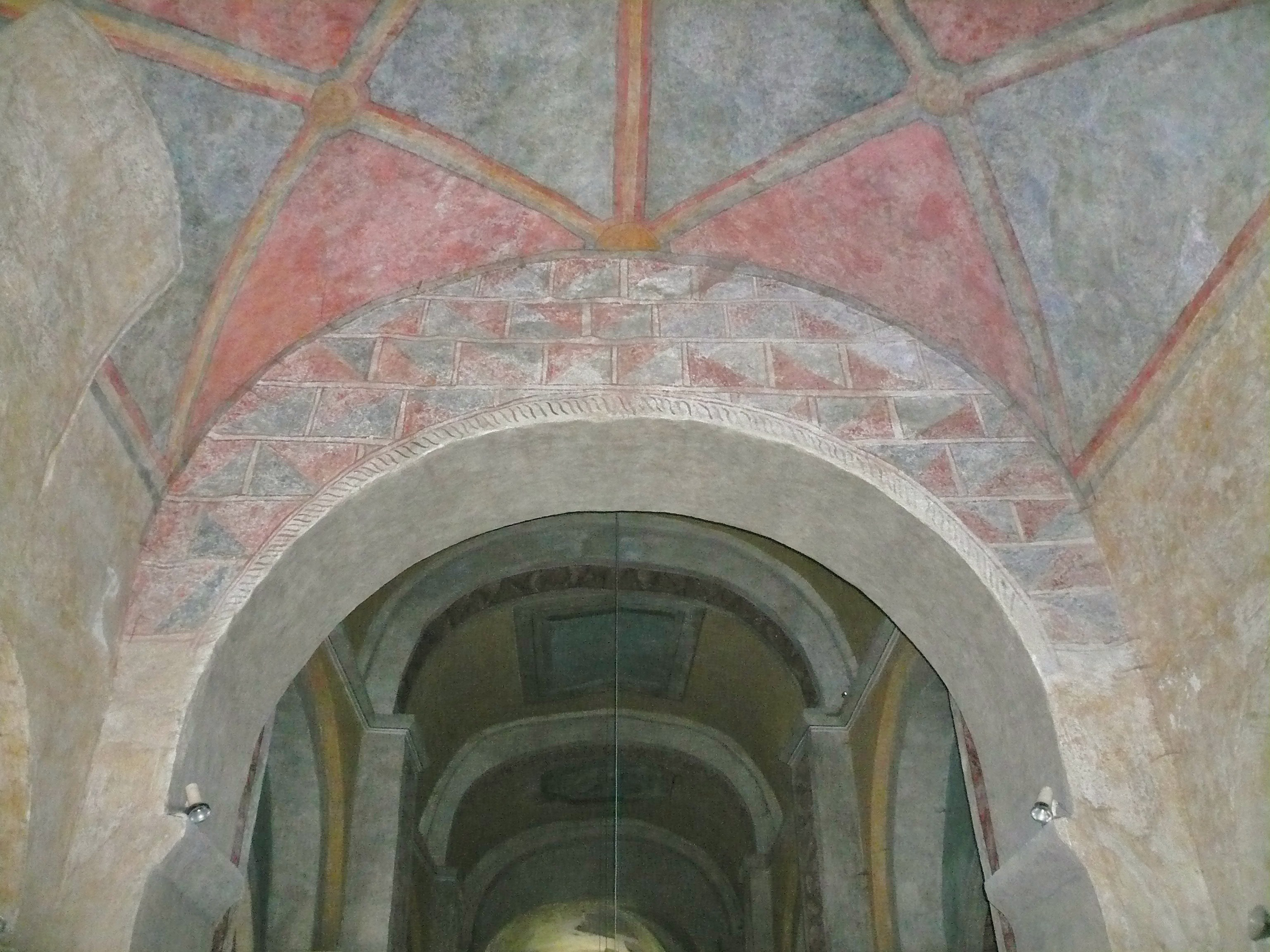
Arc décoré.
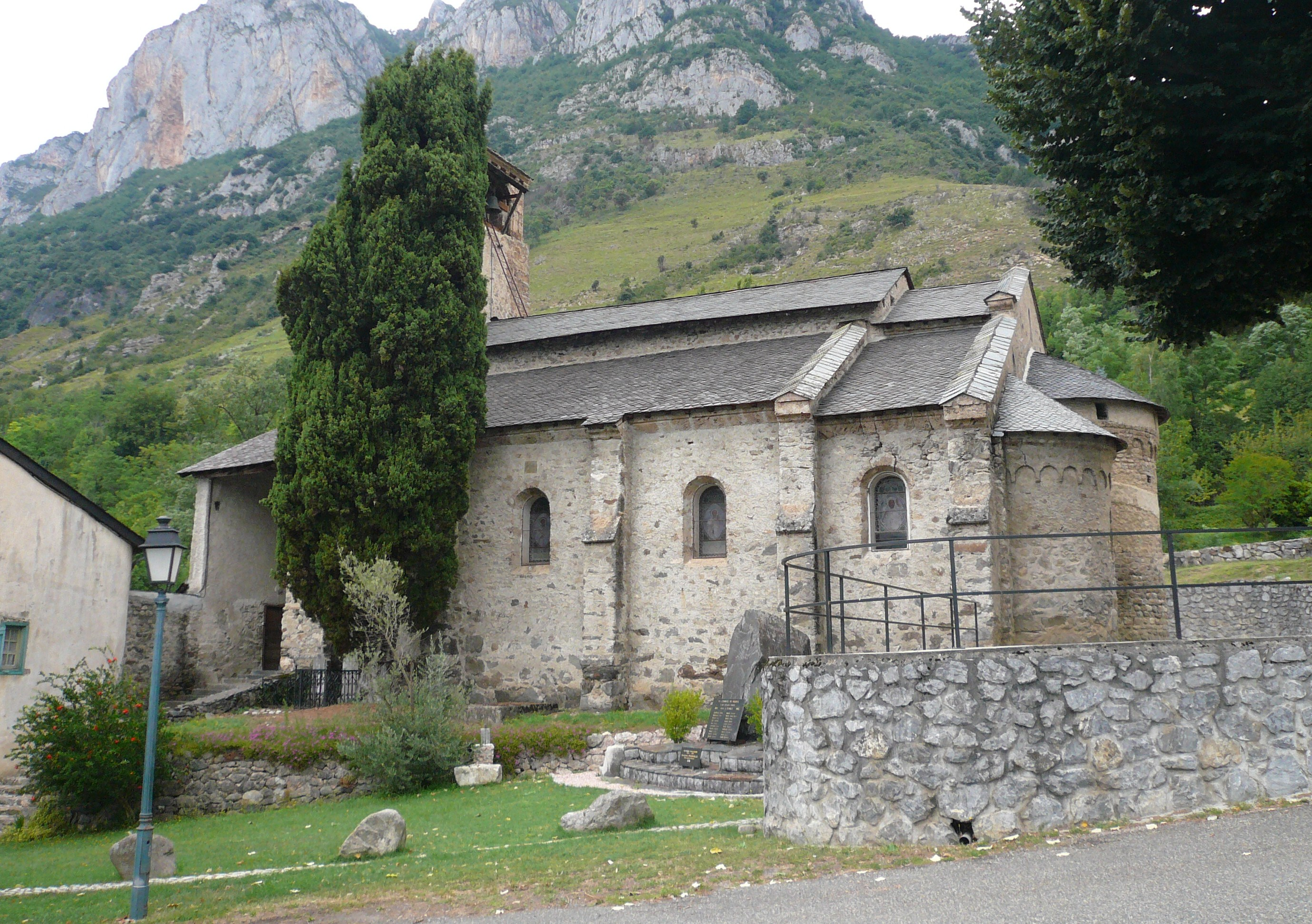
Vue générale et monument aux morts.